# Monte (Alta Córcega)
Monte (en idioma corso U Monte) es una localidad de Francia, en la región de Córcega, departamento de Alta Córcega, distrito de Bastia y cantón de Alto-di-Casaconi. Es la comuna más poblada del cantón.
No está integrada en ninguna Communauté de communes.

## Demografía
| 218 | 207 | 189 | 241 | 303 | 444 |
| Para los censos de 1962 a 1999 la población legal corresponde a la población sin duplicidades (Fuente: INSEE [Consultar]) |     |     |     |     |     |